# Jerónimo de Ayanz y Beaumont
Jerónimo de Ayanz y Beaumont (Guenduláin, 1553-Madrid, 23 de marzo de 1613) fue un polímata español, que destacó como militar, pintor, cosmógrafo y músico, pero, sobre todo, como inventor. Fue el precursor del uso y diseño de la máquina de vapor, así como en sistemas de ventilación en minería, se adelantó al principio de Bernoulli, mejoró la instrumentación científica, desarrolló molinos de viento y nuevos tipos de hornos para operaciones metalúrgicas, industriales, militares e incluso domésticas. Inventó una campana para bucear, patentó un traje de inmersión probado ante la corte de Felipe III en el Pisuerga, el 2 de agosto de 1602, e incluso llegó a diseñar un submarino. Quizá su obra más destacada fue la máquina de vapor, ya que registró en 1606 la primera patente de una máquina de vapor moderna, que fue construida y utilizada de manera práctica siglos antes de la Revolución Industrial.
En una breve semblanza de mediados del siglo XX decía el autor:

Hombre de mucha ciencia para aquellos tiempos, hizo notabilísimas investigaciones e invenciones, cuyo recuerdo debía guardarse para honra de la patria.
Javier Ibarra Murillo, Biografías de ilustres navarros del siglo XVII, 1951

## Biografía

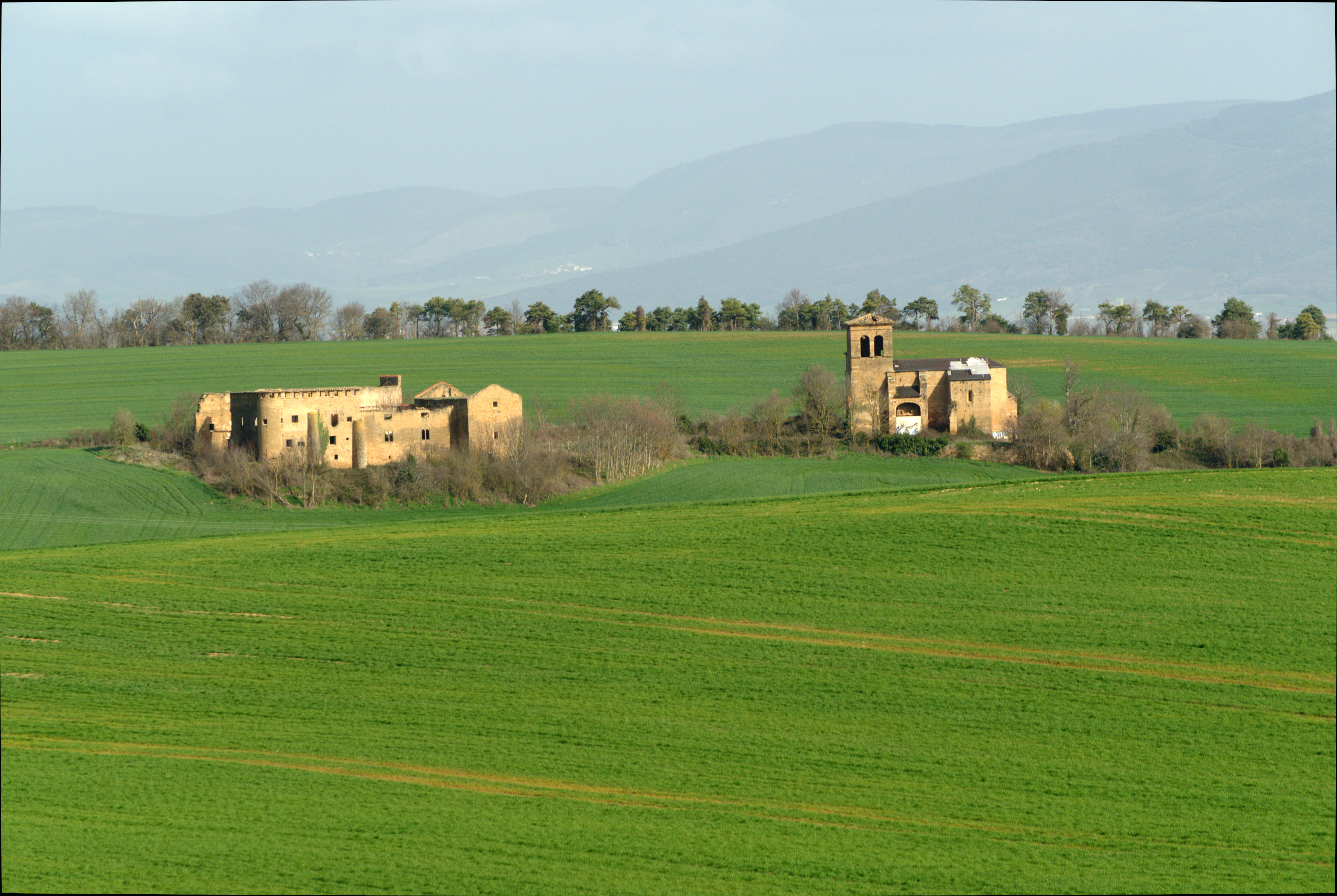
Casa natal de Jerónimo de Ayanz, a la vera del Camino de Santiago

Hijo de Carlos de Ayanz, capitán de la guarnición de Pamplona, y Catalina de Beaumont, fue el segundo de los hermanos varones, siendo el primogénito Don Francés de Ayanz, nacido un año antes. La crianza de Jerónimo y sus hermanos estuvo a cargo de su madre, Doña Catalina de Beaumont y Navarra, que inculcó en sus hijos los principios de una educación propia de su rango. Pasó la infancia en el señorío de Guenduláin hasta que en 1567 fue a servir al rey Felipe II como paje. En la Corte se instruyó en las dotes miliciales, en las letras y las artes, y también en el manejo de las matemáticas que, posteriormente, le servirían para sus estudios de cosmografía.

### Carrera militar
Su padre, Carlos de Ayanz, intervino en las campañas de Francia, participando en la batalla de San Quintín en 1557 y en la expedición de castigo al, entonces, puerto corsario de San Juan de Luz. Siguiendo su ejemplo, Jerónimo siguió la carrera de las armas tras su formación en El Escorial. En 1571 emprendió su carrera militar. En 1573 participa en las campañas en Túnez, bajo las órdenes de Juan de Austria. Fracasada la defensa de La Goleta, en 1574 es destinado a Lombardía, donde sirvió bajo el mando de Alejandro Farnesio durante algunos años en los que observó los progresos de una ciudad como Milán.

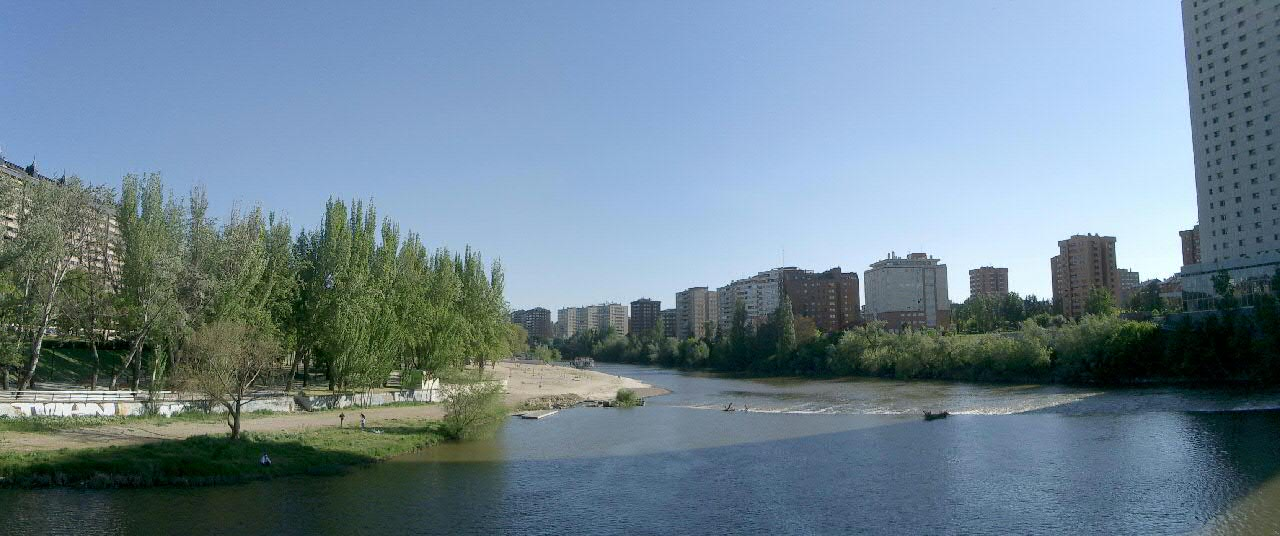
Río Pisuerga a su paso por Valladolid, lugar de pruebas, ante la Corte, donde Jerónimo de Ayanz en persona realizó las primeras inmersiones para demostrar la eficacia de su invento.

Realizó el Camino Español, desde Milán a Namur, junto con sus compañeros del tercio bajo el mando de Lope de Figueroa, en el tiempo récord de 32 días, en pleno invierno, para acudir a Flandes ante la llamada del duque de Alba. Participó en la batalla de Gembloux, en 1578, y en el asalto de la ciudad de Zierikzee protagonizó una de sus hazañas legendarias cuando, gravemente herido, continuó luchando hasta deshacerse de sus atacantes. Serán estos hechos los que Lope de Vega refleje posteriormente en su comedia titulada Lo que pasa en una tarde: 

Flandes te diga, en campo, en muro, en villas

cual español tan alta fama alcanza.

Luchar con él es vana confianza, 

que hará de tu guadaña lechuguillas.

En 1579 está en Madrid, convaleciente, y recibe unas rentas de Felipe II en reconocimiento a sus acciones en Flandes. Al año siguiente, 1580, manda un destacamento para participar, a las órdenes de Sancho Dávila, en la campaña de Portugal. Es el punto álgido de su carrera militar cuando en 1581 evitó el atentado que un francés planeaba contra Felipe II. En 1582, bajo las órdenes del marqués de Santa Cruz, embarca en los navíos que rumbo a las Azores participaron en la batalla de la Isla Terceira.

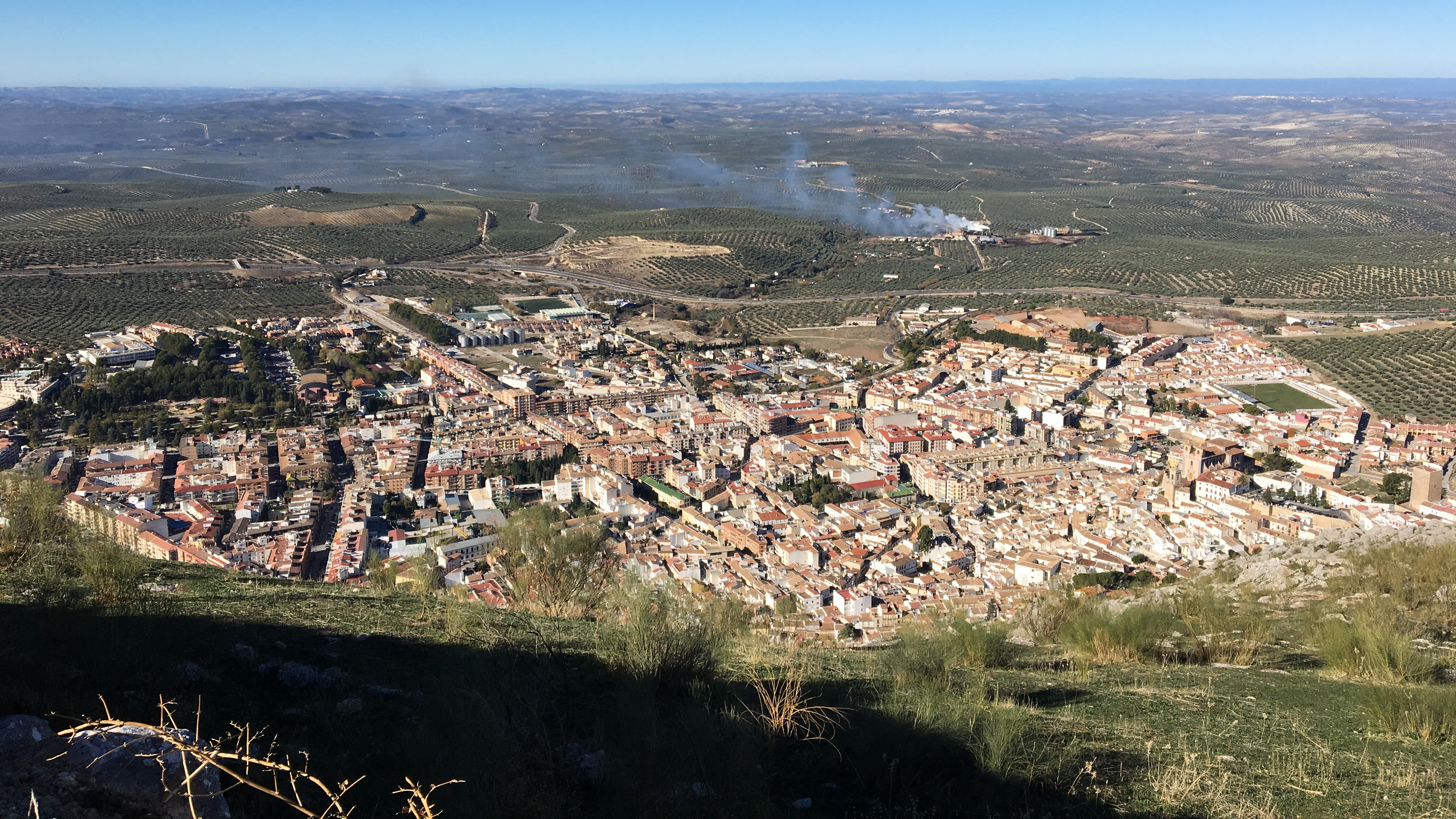
Martos, Jaén

Gracias a su coraje y valentía, el rey lo premió con la Orden Militar de Calatrava. El 7 de mayo de 1582 había recibido la encomienda de Ballesteros de Calatrava y años después, el 30 de enero de 1595, recibiría la encomienda de Abanilla.
En 1587 fue nombrado administrador general de Minas del Reino, es decir, gerente de las 550 minas que había entonces en España y de las que se explotaban en América. Fue capaz de resolver algunos de los graves problemas de la minería de entonces. Es necesario señalar que consiguió realizar este conjunto de invenciones desde 1598 hasta principios de 1602.
Asentado y residente en Murcia, donde actuaría como regidor durante mucho tiempo, se preocupó por la seguridad del litoral logrando el establecimiento en Cartagena de parte de la flota establecida en Barcelona, dando paso, desde entonces, a la actual base naval. En 1589 reúne una tropa murciana y, junto a su hermano Francés, que había reunido tropas navarras también a su costa y cargo, acuden hasta La Coruña en apoyo de Juan Padilla, capitán de la guarnición, donde una decidida María Pita forjará su fama por detener exitosamente al pirata Francis Drake y su contraarmada.
Fue también gobernador de Martos hasta 1597.

## Inventos de Jerónimo de Ayanz

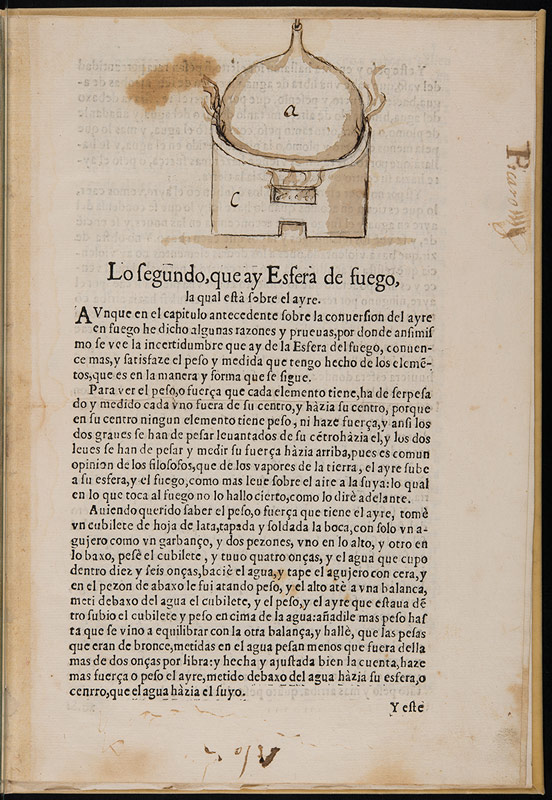
La Esfera de fuego (1612-1613) por Jerónimo de Ayanz

### Máquina de vapor
Las minas de la época tenían dos problemas serios: la contaminación del aire en su interior y la acumulación de agua en las galerías. Inicialmente, Ayanz inventó un sistema de desagüe mediante un sifón con intercambiador, haciendo que el agua contaminada de la parte superior procedente del lavado del mineral proporcionara suficiente energía para elevar el agua acumulada en las galerías. Este invento supone la primera aplicación práctica del principio de la presión atmosférica, principio que no iba a ser determinado científicamente hasta medio siglo después. Y si este hallazgo es realmente prodigioso, lo que eleva a Ayanz al rango de talento universal es el empleo de la fuerza del vapor.
La fuerza del vapor de agua era conocida desde hacía muchísimo tiempo. El primero en utilizarla fue Herón de Alejandría, en el siglo i. Mucho después, en el siglo xii, consta que en la catedral de Reims había un órgano que funcionaba con vapor. Los trabajos sobre la materia prosiguieron tanto en España como en Francia e Inglaterra. Lo que se le ocurrió a Ayanz fue emplear la fuerza del vapor para propulsar un fluido —el agua acumulada en las minas— por una tubería, sacándola al exterior en flujo continuo. En términos científicos: aplicar el primer principio de la termodinámica —definido dos siglos después— a un sistema abierto.

### "Aire acondicionado"
Además, aplicó ese mismo efecto para enfriar aire por intercambio con nieve y dirigirlo al interior de las minas, refrigerando el ambiente. Ayanz había inventado el «aire acondicionado». Y no fue solo teoría: puso en práctica estos inventos en su despacho en Valladolid y en la mina de plata de Guadalcanal, en Sevilla, desahuciada precisamente por las inundaciones cuando él se hizo cargo de su explotación.

### Otros inventos

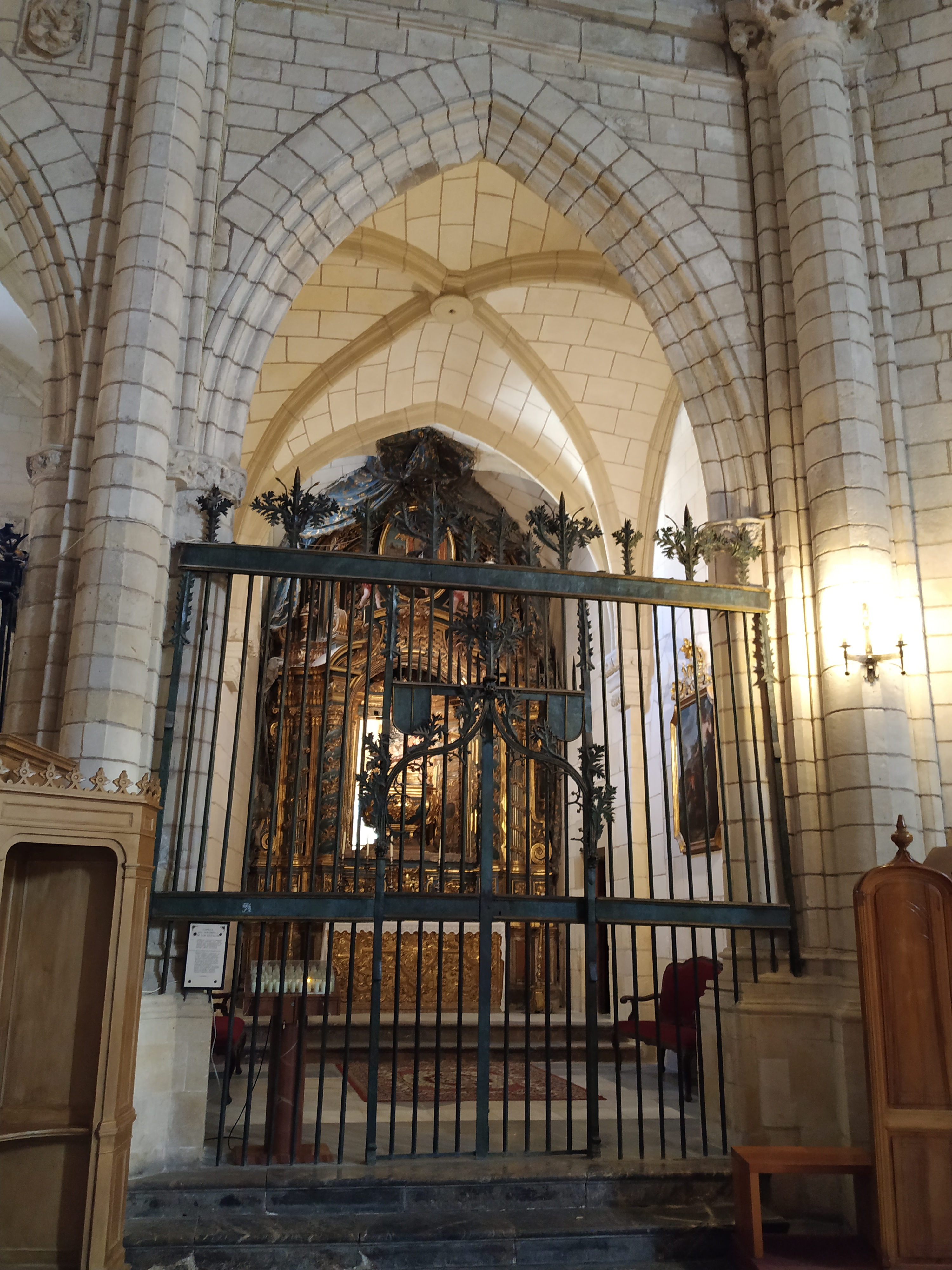
Capilla del Socorro o de los Dávalos, lugar de enterramiento.

Ayanz inventó muchas cosas: una bomba para desaguar barcos; una "barca submarina" claro precedente del submarino; una brújula que establecía la declinación magnética; un horno para destilar agua marina a bordo de los barcos; balanzas «que pesaban la pata de una mosca»; piedras de forma cónica para moler; molinos de rodillos metálicos —se generalizarían en el siglo xix—; bombas para el riego; la estructura en arco para las presas de los embalses; un mecanismo de transformación del movimiento que permite medir el denominado «par motor», es decir, la eficiencia técnica, algo que solo siglo y pico después iba a volver a abordarse. Hasta 48 inventos le reconocía en 1606 el «privilegio de invención» —como se llamaba entonces a las patentes— firmado por Felipe III. Uno de los inventos más llamativos fue el de un traje de buceo. La primera inmersión de un buzo documentada ocurrió en el río Pisuerga frente al palacio de la Ribera, en Valladolid, y el propio Felipe III asistió al acontecimiento desde su galera, junto con miembros de la corte.
Desde 1608 se había dedicado a la explotación privada de un yacimiento de oro cerca de El Escorial y a la recuperación de las minas de Guadalcanal, las mismas donde había aplicado por primera vez en el mundo una máquina de vapor. Pero enfermó gravemente. El 23 de marzo de 1613 moría en Madrid. Sus restos se trasladaron a Murcia, la ciudad que había gobernado, primero al convento de San Antonio de Padua, y luego a la Catedral.
Recientemente la Biblioteca Nacional de España adquirió un impreso fechado en 1612 donde se descubre una nueva faceta, la experimentación científica, al tiempo que deja constancia de su actividad hasta los últimos años de su vida. En una misiva al príncipe Emanuel Filiberto de Saboya le presenta un capítulo de un libro científico desconocido hasta ahora donde trata asuntos como la compulsión de elementos, la existencia del vacío, el movimiento perpetuo, la esfera de fuego y la caída de los cuerpos.

Diseños de inventos de Jerónimo de Ayanz (Biblioteca Nacional de España)
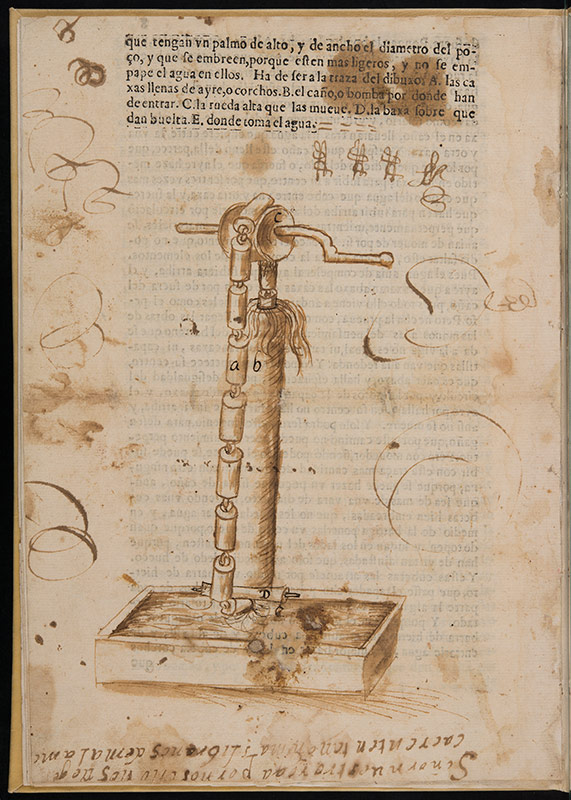
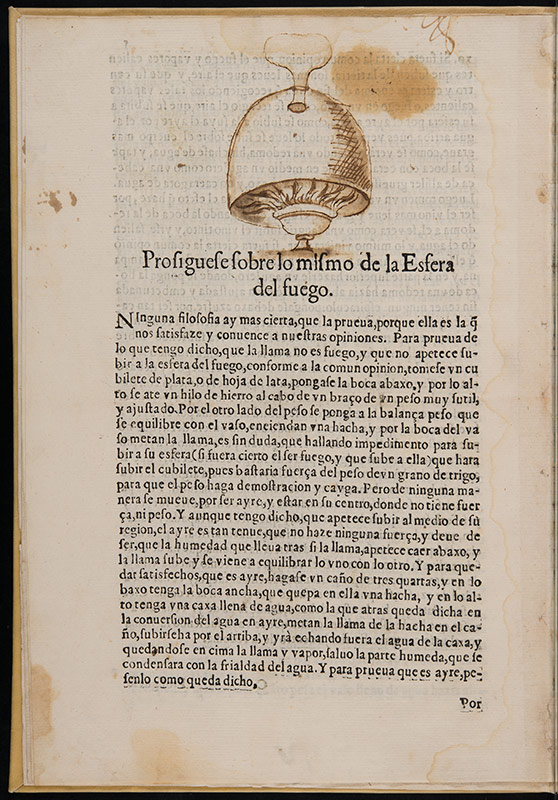
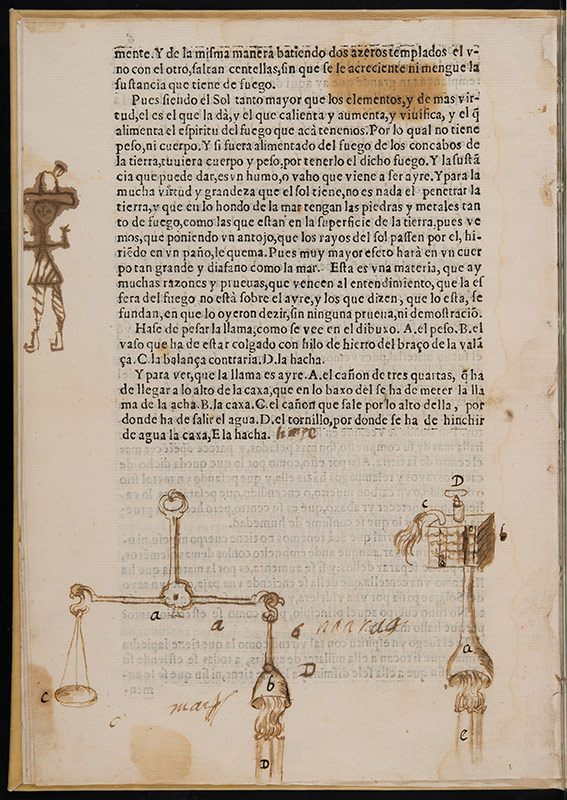
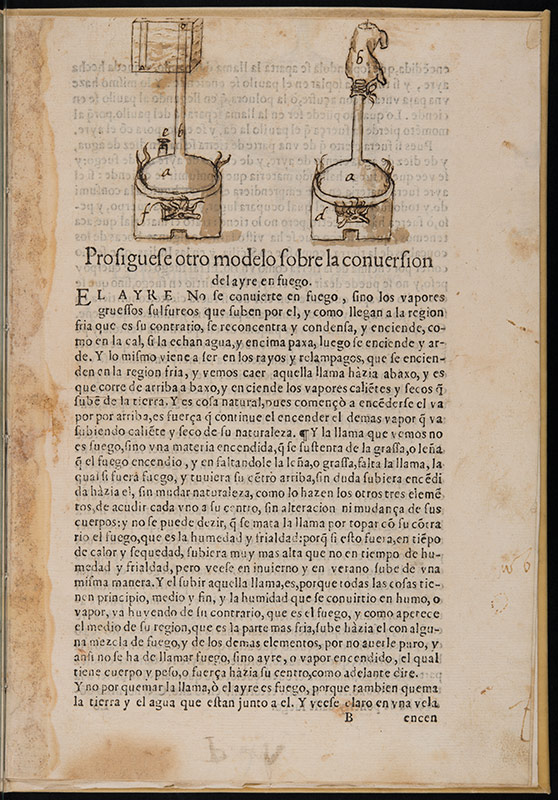

## Enterramiento
El enterramiento de Jerónimo de Ayanz se halla, supuestamente, en la Capilla del Socorro, situada en la girola de la Catedral de Murcia, capilla que fue de los Dávalos, familia con la que había emparentado tras su matrimonio con Blanca de Pagán Fajardo, y viudo de ésta, con su hermana Luisa, tras ser nombrado por Felipe II Comendador de Abanilla (Orden de Calatrava) y luego Regidor de Murcia.
Tras su muerte en Madrid a la edad de 60 años, fue trasladado a la ciudad de Murcia, según sus voluntades, reposando en el Convento de San Antonio, del que sería trasladado, más tarde, a la Catedral, un enterramiento sin lápida que atestigüe su recuerdo.

## En la literatura
Lope de Vega aborda la figura de su contemporáneo Ayanz, ya fallecido, en la obra de 1609 Lo que pasa en una tarde. Los personajes, haciendo una reminiscencia sobre los vigores de la juventud, le mencionan como un hombre de fuerza desaforada y le dan los títulos del «nuevo Alcides» en una elegía, en la que acusan a la muerte de no haberle podido vencer más que por vejez.
Ayanz aparece también mencionado en El Criticón de Baltasar Gracián, donde los personajes de Andrenio y el Valeroso recuerdan como Ayanz era presuntamente capaz de partir una baraja de cartas con las manos. Gracián utiliza un juego de palabras con intención moralizante, advirtiendo que así y todo es preferible huir de las pendencias (barajas en el argot de la época).

## En la cultura popular
Ayanz protagoniza la novela de 2014 Ayanz, la increíble vida del Leonardo español de Rafael Romero.
La vida y obras de Ayanz fueron abordadas por el programa Cuarto Milenio en su episodio del 6 de mayo de 2018, contando con la colaboración del ingeniero Nicolás García Tapia.
El 11 de diciembre de 2019 se estrena en la sala de conferencias del Instituto Jerónimo de Ayanz de la Universidad Pública de Navarra un documental sobre su persona titulado "Jerónimo de Ayanz, inventor navarro".
Tiene también un papel menor en la novela de 2020 El Maquinista del Mar, de Luis Torrecilla, que originalmente aborda la figura de otro inventor español poco conocido, Blasco de Garay.